# Lohr (Insingen)
Lohr ([loːɐ̯] ⓘ) ist ein Gemeindeteil der Gemeinde Insingen im Landkreis Ansbach (Mittelfranken, Bayern). Die Gemarkung Lohr hat eine Fläche von 7,308 km². Sie ist in 833 Flurstücke aufgeteilt, die eine durchschnittliche Fläche von 8773,03 m² haben. In ihr liegt neben dem namensgebenden Ort der Gemeindeteil Leuzhof.

## Geografie
Das Kirchdorf liegt am Lohrbach, einem linken Zufluss der Tauber. Im Südosten erhebt sich die bewaldete Anhöhe Reinhardsberg (438 m ü. NHN), 1 km nordöstlich der Haarbuck. Die Staatsstraße 2419 führt nach Rothenburg ob der Tauber (4,5 km nördlich) bzw. nach Insingen (3 km südlich). Eine Gemeindeverbindungsstraße führt nach Bockenfeld zur Kreisstraße AN 33 (2 km östlich) bzw. zur Staatsstraße 1040 (1,6 km westlich).

## Geschichte
1381 wurde das Dorf mit dem Schloss (Burg Lohr) zerstört. Unter Führung des französischen Generals Ezéchiel de Mélac sollen im November 1688 französische Mordbrenner 28 Häuser angezündet und einen Schaden von 7909 Gulden angerichtet haben.
1801 gab es 24 Haushalte, von denen 16 der Reichsstadt Rothenburg, 7 Brandenburg-Ansbach und 1 dem Ansbacher Eigenherrn Seefried untertan waren.
Mit dem Gemeindeedikt wurde der Steuerdistrikt Lohr gebildet. Zu diesem gehörten Bettenfeld, Burgstall, Herrnwinden, Hollermühle, Lohrbach, Mittelmühle und Obermühle. Wenig später entstand die Ruralgemeinde Lohr, zu der der Leuzhof gehörte. Sie war in Verwaltung und Gerichtsbarkeit dem Landgericht Rothenburg zugeordnet und in der Finanzverwaltung dem Rentamt Rothenburg ob der Tauber (1919 in Finanzamt Rothenburg ob der Tauber umbenannt). Ab 1862 übernahm das Bezirksamt Rothenburg ob der Tauber die Verwaltung (1939 in Landkreis Rothenburg ob der Tauber umbenannt) und das Stadt- und Landgericht Rothenburg ob der Tauber die Gerichtsbarkeit (1879 in Amtsgericht Rothenburg ob der Tauber umbenannt). Die Gemeinde 1964 hatte eine Gebietsfläche von 7,329 km².  Mit der Gebietsreform in Bayern wurde Lohr am 1. Mai 1978 nach Insingen eingemeindet.

### Baudenkmäler
In Lohr gibt es sechs Baudenkmäler:
- Evangelisch-lutherische Pfarrkirche St. Egydius: neuromanische Saalkirche mit Ostturm, 1854/57; mit Ausstattung
- Friedhof: ummauerte Anlage, 1904; mit Grabsteinen
- Rothenburger Straße 8: ehemaliges Pfarrhaus, Halbwalmdachbau, Fachwerkobergeschoss, 18. Jahrhundert
- Rothenburger Straße 10: Gasthof zum Roß, zweigeschossiger, verputzter Fachwerkbau, Satteldach mit Schopfwalm, 18. Jahrhundert
- Rothenburger Straße 11: ehemaliges Pfarrhaus, zweigeschossiger verputzter Krüppelwalmdachbau, 1834.
- Rothenburger Straße 14: Lehrerwohnhaus, ehemalige Schule, zweigeschossiger, verputzter Walmdachbau, Mitte 19. Jahrhundert

### Einwohnerentwicklung
Gemeinde Lohr
| Jahr      | 1818  | 1840   | 1852   | 1855   | 1861   | 1867   | 1871   | 1875   | 1880   | 1885   | 1890   | 1895   | 1900   | 1905   | 1910   | 1919   | 1925   | 1933   | 1939   | 1946   | 1950   | 1952   | 1961  | 1970   |
| Einwohner | 247   | 243    | 270    | 251    | 257    | 239    | 261    | 253    | 240    | 247    | 256    | 258    | 254    | 266    | 277    | 260    | 271    | 273    | 248    | 414    | 392    | 361    | 263   | 251    |
| Häuser    | 40    | 44     |        |        |        |        | 40     |        |        | 43     | 43     |        | 46     |        |        |        | 46     |        |        |        | 49     |        | 53    |        |
| Quelle    | [ 7 ] | [ 13 ] | [ 14 ] | [ 14 ] | [ 15 ] | [ 16 ] | [ 17 ] | [ 18 ] | [ 19 ] | [ 20 ] | [ 21 ] | [ 14 ] | [ 22 ] | [ 14 ] | [ 23 ] | [ 14 ] | [ 24 ] | [ 14 ] | [ 14 ] | [ 14 ] | [ 25 ] | [ 14 ] | [ 9 ] | [ 26 ] |

Gemeindeteil Lohr
| Jahr      | 001818 | 001840 | 001861 | 001871 | 001885 | 001900 | 001925 | 001950 | 001961 | 001970 | 001987 |
| Einwohner | 232    | 227    | 237    | 241    | 229    | 231    | 249    | 341    | 244    | 235    | 248    |
| Häuser    | 38     | 42     |        |        | 41     | 43     | 43     | 46     | 50     |        | 57     |
| Quelle    | [ 7 ]  | [ 13 ] | [ 15 ] | [ 17 ] | [ 20 ] | [ 22 ] | [ 24 ] | [ 25 ] | [ 9 ]  | [ 26 ] | [ 1 ]  |

## Religion
Der Ort ist Sitz der Pfarrei St. Egydius und seit der Reformation evangelisch-lutherisch geprägt. Die Einwohner römisch-katholischer Konfession sind nach St. Laurentius (Gebsattel) gepfarrt.